# 6 Siczowa Brygada Artylerii
6 Siczowa Brygada Artylerii – oddział artylerii Armii Ukraińskiej Republiki Ludowej.

## Formowanie i działania
Rozkazem 6 Siczowej Dywizji Strzelców nr 1 z 8 lutego 1920 w obozie internowania żołnierzy ukraińskich w Łańcucie rozpoczęto tworzenie 1 pułku artylerii. Formowanie nadal kontynuowano po przybyciu dywizji do Twierdzy Brzeskiej. Rozkazem dowódcy dywizji nr 20 z 26 marca na bazie pułku powstała 6 Brygada Artylerii. Przy dowództwie brygady sformowano także czterobateryjny pułk szkolny.
Rozkazem dowódcy dywizji nr 25 z 31 marca brygadę przeorganizowano. 6. Brygada Artylerii została przeformowana w 16 pułk artylerii lekkiej o dwóch bateriach, każda po dwa działa. Pułk rozlokowany został w  „czerwonych koszarach” na Wyspie Szpitalnej twierdzy brzeskiej. Po zakończeniu pierwszej fazy organizacji 16 pal przybył do Berdyczowa, a 8 maja przetransportowany został do Kijowa. W tym czasie jednostka posiadała 4 działa. 24 maja 16 pułk artylerii lekkiej ponownie przekształcono w 6 Brygadę Artylerii. 1. bateria została przekształcona w 16., a 2 bateria w 17 pułk artylerii lekkiej, w których składzie miały być dwie baterie lekkie i jedna bateria haubic, po dwa działa i dwa karabiny maszynowe w każdej. Wobec braku uzupełnień i niekorzystnego rozwoju sytuacji nie udało się wykonać wszystkich zaplanowanych działań. W pierwszej dekadzie czerwca brygada wysłała na front na zachód od Kijowa zbiorczą baterię pieszą, a potem po jednej baterii obydwu pułków artylerii lekkiej. Na początku lipca pułki artylerii lekkiej zostały przemianowane na kurenie. 13 lipca zredukowano sztaby kureni i sformowano kolumnę amunicyjną (park artyleryjski).
Ciężkie walki powodowały, ze stan osobowy Brygady zmniejszał się. 15 lipca w brygadzie było 56 oficerów, 437 szeregowych; 67 koni; 4 karabiny maszynowe, 4 działa i 11 wozów, a 15 sierpnia jej stan wynosił: 42 oficerów, 321 podoficerów i szeregowych, 123 pracowników cywilnych; 83 konie zaprzęgowe; 4 karabiny maszynowe, 4 działa; 11 wozów i 4 kuchnie polowe. 7 września brygada w pełnym składzie, mając już 7 dział, przybyła do Stanisławowa i kilka dni później wraz z całą 6 Dywizją Strzelców dołączyła do Armii Czynnej.
W październiku Armia URL przeprowadziła mobilizację. W jej wyniku liczebność jej oddziałów znacznie wzrosła. W związku z podpisaniem przez Polskę układu o zawieszeniu broni na froncie przeciwbolszewickim, od 18 października  wojska ukraińskie zmuszone były prowadzić działania zbrojne samodzielnie.
Już w obozach internowania na terenie Polski, rozkazem 6 Siczowej Dywizji Strzelców nr 57 z 15 sierpnia 1921 6 Brygada Artylerii została przeformowana w 6 pułk artylerii, w składzie którego znajdowały się trzy baterie artylerii lekkiej i jedna ciężka. 1 listopada 1922 pułk został przekształcony w 6. sotnię artylerii z dwoma plutonami artylerii.

## Struktura organizacyjna
Stan we wrześniu 1920
- dowództwo i sztab
- drużyna łączności
- 16 kureń artylerii lekkiej
- 17 kureń artylerii lekkiej
- park artyleryjski

## Żołnierze oddziału
| Dowództwo jednostki      |                            |       |
| Stopień, imię i nazwisko | Okres pełnienia służby     | Uwagi |
| Dowódcy brygady          |                            |       |
| ppłk Walentyn Nasoniw    | 8 II – 7 V                 |       |
| sot. Jurij Dziubenko     | 7 V – 1 Vl                 |       |
| ppłk Walentyn Nasoniw    | 1 – 25 VI                  |       |
| płk Wiktor Ołeksijiw     | 25 VI – 8 VIII             |       |
| ppłk Walentyn Nasoniw    | 8 VIII 1920 – 15 VIII 1921 |       |
| Zastępcy dowódcy brygady |                            |       |
| sot. Jurij Dziubenko     | 10 II – 9 VI               |       |
| płk Wiktor Oleksijiw     | 9 VI – koniec wojny        |       |
| Adiutanci                |                            |       |
| por. Petro Kaszczenko    | 10 II – 11 X               |       |
| por. Serhij Storożenko   | 11 X – koniec wojny        |       |